# Sharpes
Sharpes és una concentració de població designada pel cens dels Estats Units a l'estat de Florida. Segons el cens del 2000 tenia 3.415 habitants.

## Demografia
Segons el cens del 2000, Sharpes tenia 3.415 habitants, 1.478 habitatges, i 947 famílies. La densitat de població era de 442,5 habitants/km².
Dels 1.478 habitatges en un 23,8% hi vivien nens de menys de 18 anys, en un 46,8% hi vivien parelles casades, en un 12,6% dones solteres, i en un 35,9% no eren unitats familiars. En el 28,7% dels habitatges hi vivien persones soles l'11,9% de les quals corresponia a persones de 65 anys o més que vivien soles. El nombre mitjà de persones vivint en cada habitatge era de 2,3 i el nombre mitjà de persones que vivien en cada família era de 2,77.
Per edats la població es repartia de la següent manera: un 21,4% tenia menys de 18 anys, un 6% entre 18 i 24, un 28,1% entre 25 i 44, un 24,8% de 45 a 60 i un 19,7% 65 anys o més.
L'edat mediana era de 42 anys. Per cada 100 dones de 18 o més anys hi havia 95,8 homes.
La renda mediana per habitatge era de 27.692 $ i la renda mediana per família de 33.825 $. Els homes tenien una renda mediana de 27.500 $ mentre que les dones 19.231 $. La renda per capita de la població era de 16.039 $. Entorn del 12,6% de les famílies i el 18,7% de la població estaven per davall del llindar de pobresa.

## Poblacions més properes
El següent diagrama mostra les poblacions més properes.